# Weeze
Weeze är en kommun och ort (ty Gemeinde Weeze) i regionen Niederrhein i nordvästra delen av Nordrhein-Westfalen i Kreis Kleve.
Orten består av staden Weeze och samhället Wemb och har cirka 12 000 invånare. Det är beläget i Kreis Kleve, i den nordvästra delen av Niederrhein, och ligger mellan Goch i norr och Kevelaer i söder med Nederländerna direkt till väster.

## Näringsliv
I Weeze finns den tidigare Royal Air Force basen RAF Laarbruch vilken var aktiv mellan åren 1954 och 1999. Avvecklingen av flygbasen 1999 fick betydande effekt på den lokala ekonomin, med en förlust av 400 arbetstillfällen samt att cirka 5 000 baspersonal och anhöriga flyttades från orten.
I maj 2003 påbörjades kommersiell drift av den f.d. flygbasen, då den fick en ny roll som en civil regional flygplats med namnet Weezes flygplats (även känd som Flughafen Niederrhein). Beläget nära staden Kleve och ca 80 km nordväst om Düsseldorf har flygplatsen för har avsikt att göra det möjligt för lågprisflygbolag att fungera effektivt. Cirka 11 miljoner resenärer, främst holländska och tyska använder flygplatsen årligen. 
Terminalbyggnaden består av två våningar och har utvecklats från en stålbyggnad som dateras till 1933. Framsidan av terminalen består av en stor glasfasad med invändigt ett granitgolv och en modern inredning vilket ger ett modernt utseende. Parkeringsplatser om 1 000 fordon för kort- och långtidsparkering byggdes framför terminalen.
Den 3 januari 2006 beslutade en förvaltningsdomstol att dra in flygplatsens operativa licens i samband med klagomål över buller. Flygverksamhet fortsätter dock medan frågan behandlas i domstol .